# Piirpauke
Piirpauke è un gruppo fondato dal polistrumentista finlandese Sakari Kukko (clarinetto, tromba, tastiere, didjeridoo) nel 1974. La loro musica fonde elementi di origine folk, sia locale che europea, con jazz e musica etnica proveniente da varie parti del mondo. È stato tra i precursori della moderna world music.
È conosciuto in Italia soprattutto per il suo brano Swedish Reggae selezionato per una compilation da Radio Popolare.

## Membri passati
Nella lunga carriera del gruppo guidato ininterrottamente da Kukko si sono avvicendati numerosi musicisti tra i quali:
- Jukka Tolonen (chitarra)
- Hasse Walli (chitarra)
- Jonas Ahonen (piano)
- Eerik Siikasaari (basso)
- Ismaila Sane (percussioni)
- Sheila Surban (voce)

## Discografia

### Album
- Piirpauke (1975)
- Piirpauke 2 (1976)
- Yö Kyöpelinvuorella (1979)
- Kajastus/Will O' the Wisp (1979 - Sakari Kukko solo)
- Birgi Bühtüi (1981)
- Kirkastus (1981)
- Ilahu Illalla (1984)
- The Wild East/Villi Itä (1987)
- Algazara (1987)
- Zerenade (1989)
- Tuku tuku (1991)
- Terra Nova/Muuttolinnut (1993)
- Ave Maria (1996)
- Laula sinäkin (1998)
- Kalevala Spirit (2000)
- Sillat (2002)
- Laulu laineilla (2003)
- Kalabalik (2006)
- Koli (2010)

### Live
- Piirpauke Live (1978)
- Live in Der Balver Höhle (1981)
- Live in Europe (1983)
- Metamorphosis (Live 1977-1995) (1995)

### Raccolte
- Global Servisi (1990) (raccolta 1971-89)
- Ikiliikkuja – Perpetuum Mobile (2004)  (raccolta)